# 阿尔特基什区
阿尔特基什区（法語：Arrondissement d'Altkirch）是法国大东部大区上莱茵省的一个区，有108个市镇。2015年，前坦恩区的市镇贝恩维莱尔划入该区。